# Сокол, Виктор Викторович
Виктор Викторович Сокол (бел. Віктар Віктаравіч Сокал; род. 9 мая 1981, Минск) — белорусский футболист, выступавший на позиции полузащитника. С 2018 по 2020 года был тренером юношеской команды «Ислочи».

## Клубная карьера
Сын советского футболиста Виктора Сокола. Начинал карьеру в Минске, дошёл до основного состава «Динамо». В 2005 году перешёл в «Динамо» Брест, откуда перешёл в шведский «Энчёпинг» из второго дивизиона, играл в других белорусских клубах. В феврале 2012 вернулся в «Брест», но по окончании сезона 2012 покинул клуб и закончил профессиональную карьеру.
В сезоне 2014 в качестве любителя стал выступать во Второй лиге за «Кобрин». В августе 2014 перешёл в «Ислочь», по окончании сезона 2014 повторно завершил карьеру.
Играл за молодежную сборную Беларуси. Был включен в состав сборной на молодежный чемпионат Европы 2004 в Германии, где принял участие во всех матчах.

## Карьера тренера
После окончания карьеры начал работать детским тренером в ДЮСШ Минского района, а в 2016 году перешел в структуру «Ислочи». С 2018 года также работал тренером в дублирующей команде клуба. В октябре 2020 года он покинул «Ислочь».

## Достижения
- Чемпион Беларуси: 2004
- Обладатель Кубка Беларуси: 2002/03, 2006/07